# Рашель Ротенберг
Рашель Ротенберг (1 січня 1878, Маріуполь — 1929) — політичний діяч, доктор медичних наук.

## Біографія
Рашель Ротенберг народилася поблизу Маріуполя в єврейській родині купця Мішеля Самуїловича Ротенберга та Софі Ротенберг
Вона прибула до Монпельє в 1899 році. Там 9 листопада 1901 року отримала ступінь бакалавра. У 1904 році закінчила університет і отримала ступінь доктора.
Рашель жила з двома іншими російськими студентами на вулиці Маріож. Сучасники, називали її нігілісткою, молода жінка була вільна у висловлюваннях, курила люльку. 29 березня 1902 рокуРашель Ротенберг вийшла заміж за Еміля Луї Субейрана, лікаря і сина протестантського пастора. Вінчання відбулось у ратуші Монпельє. У них народилася дочка Софія 2 листопада 1903 року в Галларг-ле-Монтю .

### Політична активність
Ршель Ротенберг брала участь у заходах анархістських групах Монпельє .